# Метамерія

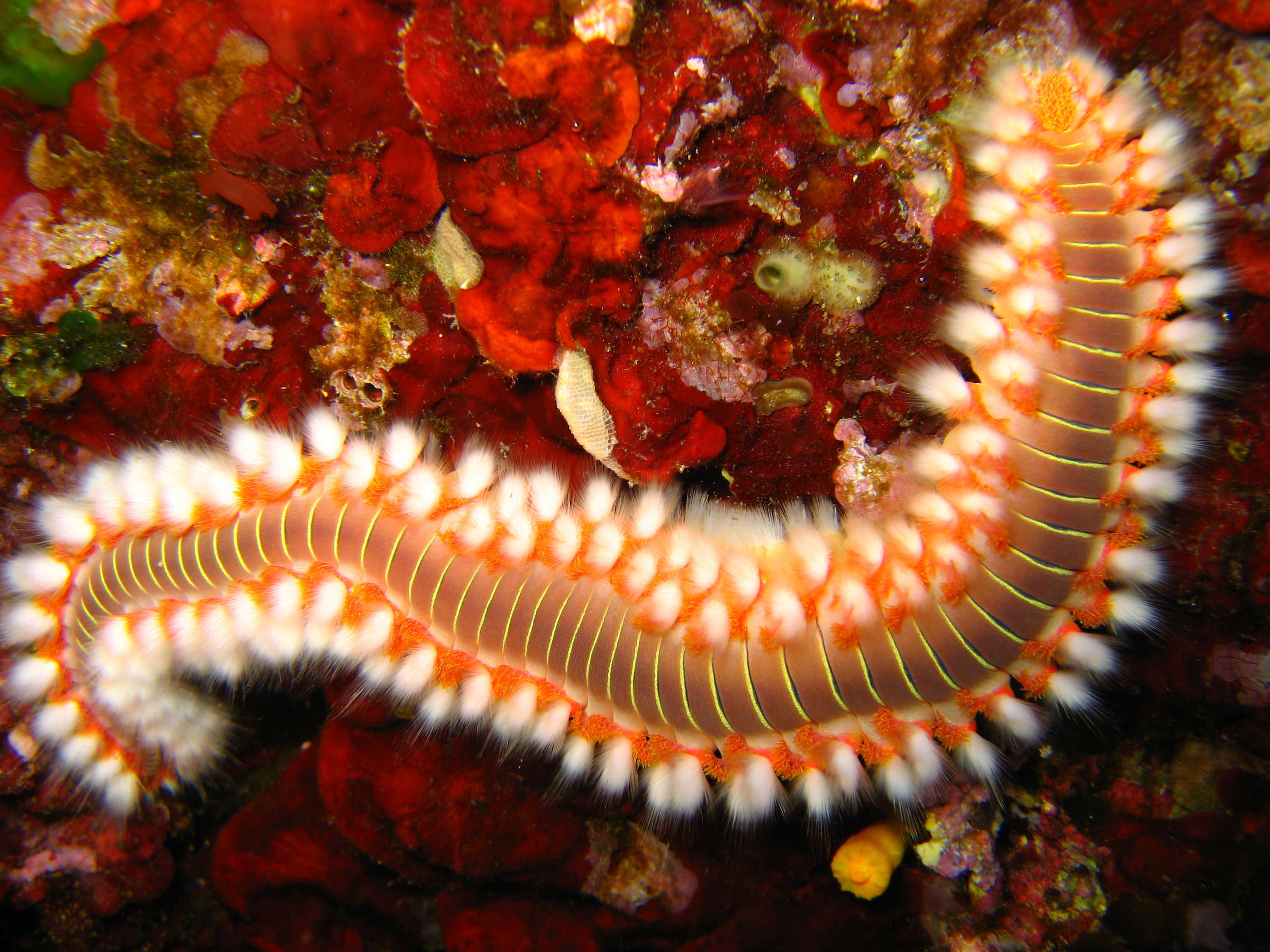
Гомономна метамерія в кільчастих червів

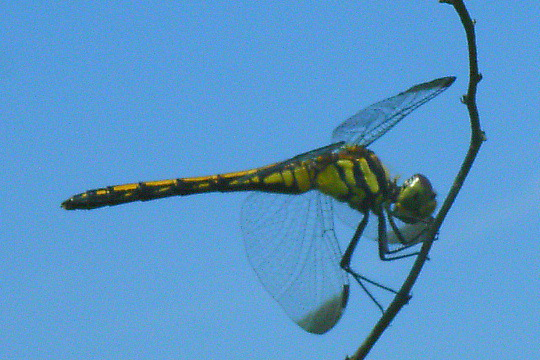
Гетерономна метамерія в комах

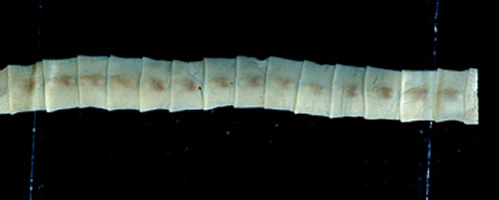
Псевдометамерія в цестоди

Метамерія (від грец. мета... — між, після, через і méros — частина, частка) — розчленування тіла в деяких групах організмів на подібні (або що подібно закладаються) ділянки — метамери, розташовані вздовж поздовжньої осі або площини симетрії. Метамери розглядають також як один з видів симетрії. Подібні структури, що повторюються в метамерах одного організму, називаються гомодинамними. Метамерія виникає за різними біологічними причинами і різними способами. У деяких кишковопорожнинних метамрія спостерігається в будові колоній, що утворюються шляхом стробіляції — не доведеного до кінця множинного поперечного розподілу або брунькування уздовж поздовжньої осі тіла. Так само виникає метамерія цестод, у яких вона позв'язана з пристосуванням до ендопаразитизму — наявність статевих органів у кожному сегменті збільшує ефективність розмноження. У вищих багатоклітинних тварин виникнення метамерії позв'язане з упорядкуванням внутрішньої організації, інтенсифікацією різних функцій організму або вдосконалюванням механізмів руху, наприклад, використанням перистальтичних рухів із хвилеподібним згинанням тіла при повзанні і плаванні. Метатерія властива також рослинам. Однак метамери у них розташовані менш впорядковано, ніж у тварин і можуть утворювати лінійні та розгалужені системи. Складові частини цих систем вважають метамерними одиницями різних рівнів. Членик-метамер у ботаніці називають фітомером. Метамерні органи виникають в ході філогенезу в результаті полімеризації органів. 

## Види метамерії
Метамери можуть бути цілком подібні один до одоного по всій довжині тіла (гомономія) або функціонально і структурно різними (гетерономія), метамерія може бути повною, що охоплює всі системи органів (таку метамерію називають сегментацією), наприклад, у кільчастих червів, і неповною, що зустрічається лише в окремих системах, наприклад, у молюсків-моноплакофорів метамерними є органи виділення, зябра і деякі групи м'язів. Може бути також несправжня метамерія, або псевдометамерія (наявність несправжніх сегментів)